# خوان دينيس
خوان دينيس (بالإسبانية: Ezequiel Denis)‏ (4 أبريل 1996 في الأرجنتين - ) هو لاعب كرة قدم أرجنتيني في مركز الهجوم. لعب مع إنديبندينتي.

## وصلات خارجية
- خوان دينيس على موقع قاعدة بيانات كرة القدم.إي يو (الإنجليزية)
- خوان دينيس على موقع Soccerway.com (الإنجليزية)